# Pepper (ロボット)
Pepper（ペッパー）は、感情を認識する人型のロボットである。店舗や一般家庭などで利用される。開発時のコードネームはアルデバランの兄弟機Romeoに対して｢Juliet｣、日本では｢タロウ｣であった。生産は2020年夏から停止している。 開発と販売を手がけるソフトバンクロボティクスによると返却分で在庫が十分に確保できたための一時的な停止で、生産終了ではないとしている。 ただ、フランスにあるロボットの開発拠点では、人員削減に向けた交渉も進めているという。

## 概要

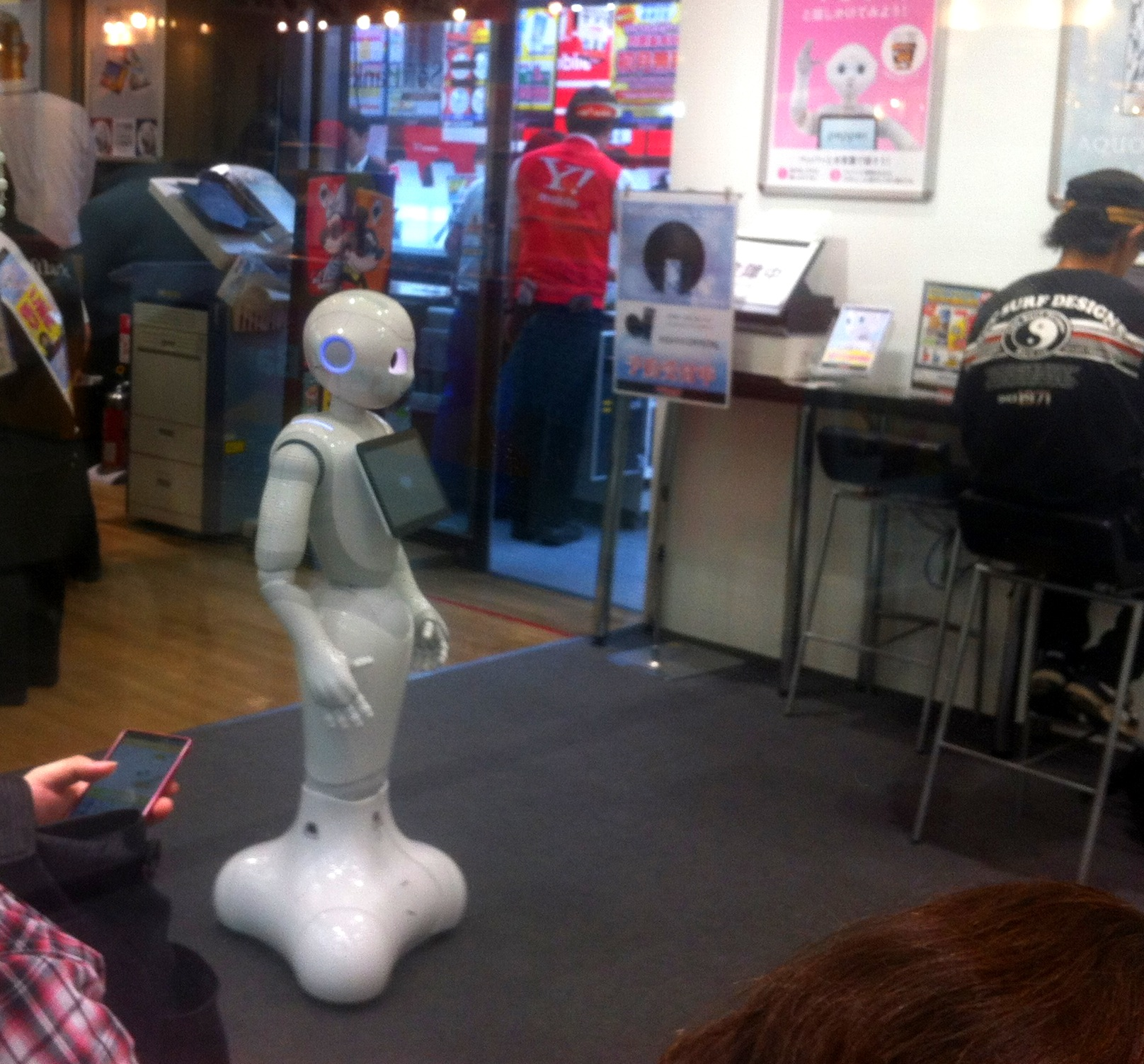
秋葉原の店舗での設置風景

「感情エンジン」と「クラウドAI」を搭載した世界初の感情認識パーソナルロボットで、世界で初めて量産されたヒト型ロボットでもある。OSは「NAOqi（ナオキ） OS」を採用（中国向けはYunOS）し、Naoとプラットフォームの互換性があるが、二足歩行機能は連続稼働12時間以上を確保するために見送られたため、車輪移動式である。胸部のタブレットに接触しないよう、腕の可動域も人間に比べてかなり狭いので、事実上はチャットボット搭載式の移動型タブレット端末である。
2014年6月5日に税抜19万8000円と発表し、6月6日から一部のソフトバンクモバイル販売店頭へ設置し、9月20日から開発者向け先行モデル200台の受付とSDKを提供した。12月1日にネスレ日本のネスカフェで接客を開始し、12月20日に公開された映画『ベイマックス』日本語吹替版でコンピュータの音声を担当した。
中華人民共和国山東省煙台市の工場から出荷される初回生産300台を、2015年2月27日に開発者へ向けて発売すると1分で完売した。改良した一般向けモデル計7000台を6月20日、7月31日、8月29日、9月26日、10月31日、11月28日、12月28日、にそれぞれ発売するとずべて受付開始1分で完売した。生産体制を従来5台/時間から15台/時間へ増強し、2016年1月28日からソフトバンクショップ店頭でも常時購入手続きが可能となった。
2018年11月に、立体商標登録第6081795号（9類:人工知能搭載ヒューマノイドロボット、28類:人型ロボットおもちゃ）、立体商標登録第6047746号（7類:工業用ロボット、9類:コンピュータ類、14類:貴金属、16類:印刷物、28類:玩具、35類:広告、38類:電気通信）として日本の特許庁に登録した。
以後、Pepper for Biz、Pepper for Home、Pepper for Educationなどプラットフォームを複数展開し、2019年12月に渋谷駅前FUKURASUビル内でロボットカフェ「PepperParlor」を開業し、2021年に100台のPepperによるソフトバンクホークスの応援団がギネスに認定された。

## 沿革
- 2014年
  - 6月5日 - 家庭向け人型ロボットPepper発表[16]
  - 9月20日 - Pepper Tech Festival 2014開催(開発者向けSDK提供および先行抽選販売受付開始)[17]
- 2015年
  - 2月27日 - 開発者向け初回生産300台の販売開始
  - 3月21日 - テレビ東京が4月6日よりおはスタ645のMCにPepperを起用すると発表[18]
  - 6月20日 - 一般販売1000台の販売開始
  - 7月1日 - 時間貸し出しサービス「ロボット人材派遣サービス」開始。[19][20]
  - 7月29日 - 「Pepper for Biz」発表[21]
  - 8月6日 - ソフトバンクグループ四半期決算説明会にてPepperが決算会見のデモンストレーション[22]
  - 12月1日 - Pepperパートナープログラム開始[23]
- 2016年
  - 1月6日 - IBM社と提携しPepper向けIBM Watsonを共同開発する計画を発表[24]
  - 1月28日 - ソフトバンクショップ店頭でPepperの販売受付開始[25]
  - 2月1日〜4日 - Pepper for Bizアトリエ名古屋・福岡・大阪・東京を開設[26]
  - 2月3日〜5日 - エヌ・デーソフトウェアと連携した介護分野の実証実験を実施[27]
  - 2月22日 - ロボアプリマーケット for Bizオープン
  - 3月8日 - PepperとマイクロソフトのクラウドプラットフォームMicrosoft Azureを連携させるサービスの共同開発を発表[28]
  - 3月24日 - 30日 - 「Pepperだらけの携帯ショップ」をオープン[29]
  - 5月19日 - PepperをグーグルのOSAndroidと連携させることを発表[30]
  - 7月21日 - 本田技研工業と提携しPepperのAIを自動車や航空機に搭載するための共同研究を発表[31]
  - 7月25日 - 台湾でPepperの法人向け販売を開始。販売は鴻海傘下のPerobotが行う[32]
  - 10月13日 - 中国向けPepper YunOS搭載モデルを発表。販売はAlibaba Robotが行う[33]
- 2017年
  - 4月4日 - Bizモデル向けNAOqiOS2.5.5リリース
  - 7月11日 - 一般販売モデル向けNAOqiOS2.5.5リリース
  - 7月11日 - Pepperに呼びかけ家電を操作するアプリ「iRemocon for Pepper」を提供開始[34]
  - 7月19日 - Pepperが顔認証機能で客を記憶しコーヒーを提供する「ロボカフェ」試験導入（8月2日迄）[35]
  - 10月10日 - Pepper向け4年目以降の月額プランと保険パックを案内開始[36]
  - 11月30日 - Pepper for Biz向けに「お仕事かんたん生成2.0」提供開始[37]
  - 12月4日 - Pepper for Biz向けに「レジ for Pepper」提供開始[38]
- 2018年
  - 1月22日 - Pepperを遠隔操作できるアプリ「Pepper View」を提供開始[39]
  - 8月28日 - 感情AIのAffectiva社と提携[40]
  - 11月22日 - Pepperが立体商標として登録される。(登録番号 第6081795号・登録番号 第6047746号)[41]
- 2019年
  - 4月16日 - 「Pepper for Biz 3.0」を提供開始[42]
  - 4月16日 - 「Pepper for Home」の予約受け付け開始[43]
  - 8月21日 - 「Pepper for Home」の販売開始
- 2021年
  - 6月21日 - 2020年夏ごろより生産一時停止であることが発表される。[44]
- 2024年
  - 1月11日 - Pepperの声を元にしたVoiSona用ソングライブラリ「Pepper」がリリース[45]。

## 仕様
| テクニカル・スペック | テクニカル・スペック |
| -------------------- | --- |
| サイズ               | 高さ1,210 mm×奥行425 mm×幅485 mm |
| 重量                 | 28 kg → 29 kg |
| バッテリー           | リチウムイオンバッテリー30.0Ah/795Wh |
| 稼働時間             | 最長12時間以上 |
| センサー             | 頭：マイク×4、RGBカメラ×2、ASUS Xtion 3Dセンサー×1、タッチセンサー×3 胸：ジャイロセンサー×1 手：タッチセンサー×2 脚：ソナーセンサー×2、レーザーセンサー×6、バンパーセンサー×3、ジャイロセンサー×1、赤外線センサー×2 |
| 可動部               | [自由度] 頭：2、肩：2×2（L/R）、肘：2×2（L/R）、手首：1×2（L/R）、手：1×2（L/R）、腰：2、膝：1、ホイール：3 [モーター] 20個                                                                                         |
| CPU                  | Intel Atom Z530(先行モデル)、E3845（一般モデル） |
| ディスプレイ         | LG CNS 10.1インチタッチディスプレイ |
| プラットフォーム     | NAOqi(Pepper for HomeはディスプレイのみAndroid) |
| プログラミング言語   | Choregraphe(Pepper for Homeは対象外)、C++、Python、Java |
| 通信方式             | Wi-Fi：IEEE802.11a/b/g/n(2.4GHz/5GHz) イーサネットポート×1(10/100/1000 base T） |
| 移動速度             | 最大2km/h |
| 移動可能段差         | 最大1.5cm |
| 音声合成エンジン     | AITalk「まき（民安ともえ）」 |

## 主な出演

### テレビ
- おはスタ 第1部「おはスタ645」（2015年4月6日 -、テレビ東京） - ロボットMCとしてレギュラー出演
- AI-TV（2017年10月30日 - 2018年3月12日、フジテレビ） - MCとしてレギュラー出演。

### ミュージックビデオ
- AKB48「ハイテンション」（2016年）[48]
- スキマスイッチ「東京」（2019年）[49]
  - コラボ企画として、Pepperが自主制作した。